# Premiul Hugo pentru cel mai bun roman (1961-1980)
←(1953-1960) (1961-1980) (1981-2000)→ (2001-prezent)→→
Aceasta este o listă de romane care au câștigat Premiul Hugo pentru cel mai bun roman în perioada 1961-1980 (evidențiate în listă) și de romane care au candidat.
  *   Câștigătorii
| An   | Autor(i)                        | Roman                                                | Editură / publicație                      | Note |
| ---- | ------------------------------- | ---------------------------------------------------- | ----------------------------------------- | ---- |
| 1961 | Walter M. Miller, Jr.*          | A Canticle for Leibowitz                             | J. B. Lippincott & Co.                    |      |
| 1961 | Poul Anderson                   | Cruciadă în cosmos                                   | Astounding Science-Fiction                |      |
| 1961 | Algis Budrys                    | Rogue Moon                                           | The Magazine of Fantasy & Science Fiction |      |
| 1962 | Robert A. Heinlein*             | Stranger in a Strange Land                           | Putnam Publishing Group                   |      |
| 1962 | Daniel F. Galouye               | Dark Universe                                        | Bantam Books                              |      |
| 1962 | Harry Harrison                  | Sense of Obligation (aka: Planet of the Damned)      | Analog Science Fact & Fiction             |      |
| 1962 | Clifford D. Simak               | The Fisherman (aka: Time Is the Simplest Thing)      | Analog Science Fact & Fiction             |      |
| 1962 | James White                     | Second Ending                                        | Fantastic                                 |      |
| 1963 | Philip K. Dick*                 | Omul din castelul înalt                              | Putnam Publishing Group                   |      |
| 1963 | Marion Zimmer Bradley           | The Sword of Aldones                                 | Ace Books                                 |      |
| 1963 | Arthur C. Clarke                | A Fall of Moondust                                   | Harcourt Trade Publishers                 |      |
| 1963 | H. Beam Piper                   | Little Fuzzy                                         | Avon Publications                         |      |
| 1963 | Jean Bruller                    | Sylva                                                | Putnam Publishing Group                   |      |
| 1964 | Clifford D. Simak*              | Halta                                                | Galaxy Science Fiction                    |      |
| 1964 | Robert A. Heinlein              | Glory Road                                           | The Magazine of Fantasy & Science Fiction |      |
| 1964 | Andre Norton                    | Witch World                                          | Ace Books                                 |      |
| 1964 | Frank Herbert                   | Dune World                                           | Analog Science Fact & Fiction             |      |
| 1964 | Kurt Vonnegut                   | Leagănul pisicii                                     | Holt, Rinehart and Winston                |      |
| 1965 | Fritz Leiber*                   | The Wanderer                                         | Ballantine Books                          |      |
| 1965 | John Brunner                    | Telepatul                                            | Ballantine Books                          |      |
| 1965 | Edgar Pangborn                  | Davy                                                 | Ballantine Books                          |      |
| 1965 | Cordwainer Smith                | The Planet Buyer (sau: The Boy Who Bought Old Earth) | Pyramid Books                             |      |
| 1966 | Frank Herbert* (tie)            | Dune                                                 | Chilton Company                           |      |
| 1966 | Roger Zelazny* (tie)            | Nemuritorul                                          | The Magazine of Fantasy & Science Fiction |      |
| 1966 | John Brunner                    | Orașul ca un joc de șah                              | Ballantine Books                          |      |
| 1966 | Robert A. Heinlein              | The Moon Is a Harsh Mistress                         | If                                        |      |
| 1966 | Edward E. Smith                 | Skylark DuQuesne                                     | If                                        |      |
| 1967 | Robert A. Heinlein*             | The Moon Is a Harsh Mistress                         | If                                        |      |
| 1967 | Samuel R. Delany                | Babel-17                                             | Ace Books                                 |      |
| 1967 | Randall Garrett                 | Too Many Magicians                                   | Analog Science Fact & Fiction             |      |
| 1967 | Daniel Keyes                    | Flori pentru Algernon                                | Harcourt Trade Publishers                 |      |
| 1967 | James H. Schmitz                | The Witches of Karres                                | Chilton Company                           |      |
| 1967 | Thomas Burnett Swann            | Day of the Minotaur                                  | Ace Books                                 |      |
| 1968 | Roger Zelazny*                  | Domn al luminii                                      | Doubleday                                 |      |
| 1968 | Samuel R. Delany                | Intersecția Einstein                                 | Ace Books                                 |      |
| 1968 | Piers Anthony                   | Chthon                                               | Ballantine Books                          |      |
| 1968 | Chester Anderson                | The Butterfly Kid                                    | Pyramid Books                             |      |
| 1968 | Robert Silverberg               | Thorns                                               | Ballantine Books                          |      |
| 1969 | John Brunner*                   | Zanzibar                                             | Doubleday                                 |      |
| 1969 | Alexei Panshin                  | Ritual de trecere                                    | Ace Books                                 |      |
| 1969 | Samuel R. Delany                | Nova                                                 | Doubleday                                 |      |
| 1969 | R. A. Lafferty                  | Past Master                                          | Ace Books                                 |      |
| 1969 | Clifford D. Simak               | The Goblin Reservation                               | Galaxy Science Fiction                    |      |
| 1970 | Ursula K. Le Guin*              | Mâna stângă a întunericului                          | Ace Books                                 |      |
| 1970 | Robert Silverberg               | Up the Line                                          | Ballantine Books                          |      |
| 1970 | Piers Anthony                   | Macroscope                                           | Avon Publications                         |      |
| 1970 | Kurt Vonnegut                   | Slaughterhouse-Five                                  | Delacorte Press                           |      |
| 1970 | Norman Spinrad                  | Bug Jack Barron                                      | Avon Publications                         |      |
| 1971 | Larry Niven*                    | Lumea Inelară                                        | Ballantine Books                          |      |
| 1971 | Poul Anderson                   | Tau Zero                                             | Doubleday                                 |      |
| 1971 | Robert Silverberg               | Tower of Glass                                       | Charles Scribner's Sons                   |      |
| 1971 | Wilson Tucker                   | The Year of the Quiet Sun                            | Ace Books                                 |      |
| 1971 | Hal Clement                     | Star Light                                           | Analog Science Fact & Fiction             |      |
| 1972 | Philip José Farmer*             | Înapoi la trupurile voastre răzlețite!               | Putnam Publishing Group                   |      |
| 1972 | Ursula K. Le Guin               | The Lathe of Heaven                                  | Amazing Stories                           |      |
| 1972 | Anne McCaffrey                  | Dragonquest                                          | Ballantine Books                          |      |
| 1972 | Roger Zelazny                   | Jack of Shadows                                      | The Magazine of Fantasy & Science Fiction |      |
| 1972 | Robert Silverberg               | Timp al schimbării                                   | Galaxy Science Fiction                    |      |
| 1973 | Isaac Asimov*                   | Zeii înșiși                                          | Galaxy Science Fiction                    |      |
| 1973 | David Gerrold                   | When Harlie Was One                                  | Ballantine Books                          |      |
| 1973 | Poul Anderson                   | There Will Be Time                                   | Signet Books                              |      |
| 1973 | Robert Silverberg               | The Book of Skulls                                   | Charles Scribner's Sons                   |      |
| 1973 | Robert Silverberg               | Dying Inside                                         | Galaxy Science Fiction                    |      |
| 1973 | Clifford D. Simak               | A Choice of Gods                                     | Putnam Publishing Group                   |      |
| 1974 | Arthur C. Clarke*               | Rendez-vous cu Rama                                  | Galaxy Science Fiction                    |      |
| 1974 | Robert A. Heinlein              | Time Enough for Love                                 | Putnam Publishing Group                   |      |
| 1974 | Larry Niven                     | Protector                                            | Ballantine Books                          |      |
| 1974 | Poul Anderson                   | The People of the Wind                               | Analog Science Fact & Fiction             |      |
| 1974 | David Gerrold                   | The Man Who Folded Himself                           | Random House                              |      |
| 1975 | Ursula K. Le Guin*              | Deposedații                                          | Harper & Row                              |      |
| 1975 | Poul Anderson                   | Fire Time                                            | Doubleday                                 |      |
| 1975 | Philip K. Dick                  | Flow My Tears, the Policeman Said                    | Doubleday                                 |      |
| 1975 | Larry Niven and Jerry Pournelle | Lumea Pay                                            | Simon & Schuster                          |      |
| 1975 | Christopher Priest              | Lumea inversă                                        | Galaxy Science Fiction                    |      |
| 1976 | Joe Haldeman*                   | Război etern                                         | St. Martin's Press                        |      |
| 1976 | Roger Zelazny                   | Doorways in the Sand                                 | Analog Science Fact & Fiction             |      |
| 1976 | Larry Niven and Jerry Pournelle | Inferno                                              | Galaxy Science Fiction                    |      |
| 1976 | Alfred Bester                   | The Computer Connection (sau: The Indian Giver)      | Berkley Putnam                            |      |
| 1976 | Robert Silverberg               | The Stochastic Man                                   | Harper & Row                              |      |
| 1977 | Kate Wilhelm*                   | Unde, cândva, suave păsări cântătoare...             | Harper & Row                              |      |
| 1977 | Joe Haldeman                    | Mindbridge                                           | St. Martin's Press                        |      |
| 1977 | Frank Herbert                   | Copiii Dunei                                         | Analog Science Fact & Fiction             |      |
| 1977 | Frederik Pohl                   | Proiectul Omul Plus                                  | The Magazine of Fantasy & Science Fiction |      |
| 1977 | Robert Silverberg               | Shadrach in the Furnace                              | Analog Science Fact & Fiction             |      |
| 1978 | Frederik Pohl*                  | Poarta                                               | Galaxy Science Fiction                    |      |
| 1978 | Marion Zimmer Bradley           | The Forbidden Tower                                  | DAW Books                                 |      |
| 1978 | Larry Niven and Jerry Pournelle | Lucifer's Hammer                                     | Playboy Press                             |      |
| 1978 | Gordon R. Dickson               | Time Storm                                           | St. Martin's Press                        |      |
| 1978 | George R. R. Martin             | Dying of the Light                                   | Analog Science Fact & Fiction             |      |
| 1979 | Vonda N. McIntyre*              | Dreamsnake                                           | Houghton Mifflin                          |      |
| 1979 | Anne McCaffrey                  | The White Dragon                                     | Del Rey Books                             |      |
| 1979 | C. J. Cherryh                   | The Faded Sun: Kesrith                               | Galaxy Science Fiction                    |      |
| 1979 | Tom Reamy                       | Blind Voices                                         | Berkley Putnam                            |      |
| 1980 | Arthur C. Clarke*               | Fântânile Paradisului                                | Victor Gollancz Ltd                       |      |
| 1980 | John Varley                     | Titan                                                | Berkley Putnam                            |      |
| 1980 | Frederik Pohl                   | Jem                                                  | St. Martin's Press                        |      |
| 1980 | Patricia A. McKillip            | Harpist in the Wind                                  | Atheneum Books                            |      |
| 1980 | Thomas Disch                    | On Wings of Song                                     | The Magazine of Fantasy & Science Fiction |      |
| 1981 | Joan D. Vinge*                  | Regina Zăpezilor                                     | Dial Press                                |      |
| 1981 | Robert Silverberg               | Lord Valentine's Castle                              | The Magazine of Fantasy & Science Fiction |      |
| 1981 | Larry Niven                     | Inginerii Lumii Inelare                              | Galileo Magazine of Science & Fiction     |      |
| 1981 | Frederik Pohl                   | Dincolo de orizontul albastru                        | Del Rey Books                             |      |
| 1981 | John Varley                     | Wizard                                               | Berkley Putnam                            |      |